# Believe in Nothing
A Believe in Nothing az amerikai Nevermore együttes egyetlen kislemeze. 2000 decemberében jelent meg a Century Media Records kiadó gondozásában kizárólag az Egyesült Államokban. A címadó dal két változata és videóklipje mellett két feldolgozás, valamint a korábban kiadatlan All the Cowards Hide című szám szerepel a korongon. A Believe in Nothing balladára épülő maxi-single kiadását a Century Media erőltette, hogy a Nevermore mainstream betörését elősegítse, ami végül is nem sikerült.

## A kislemez dalai
1. Believe in Nothing (radio edit) – 3:39
2. The Sounds of Silence (Simon and Garfunkel feldolgozás) – 5:14
3. All the Cowards Hide – 5:56
4. Love Bites (Judas Priest feldolgozás) – 5:22
5. Believe in Nothing (album version) – 4:23

Multimédia bónusz
- Believe in Nothing (video) – 3:39

## Közreműködők
- Warrel Dane – ének
- Jeff Loomis – gitár
- Jim Sheppard – basszusgitár
- Van Williams – dobok
- Pat O’Brien – gitár (a Love Bites című dalban)

## Külső hivatkozások
- Nevermore hivatalos honlap Archiválva 2005. augusztus 15-i dátummal a Wayback Machine-ben
- Nevermore a MySpace-en
- Nevermore a Last.fm-en